# Kroppspsykoterapi
Kroppspsykoterapi är en gren inom psykoterapin, med ursprung i forskning utförd av Pierre Janet, Sigmund Freud,  Wilhelm Reich,  Bengt Stern och flera andra forskare. 
I de fall, då vanlig samtalsterapi ej ger tillfredsställande resultat, har kroppspsykoterapi, fysiska övningar, ofta varit en framkomlig väg för att lindra besvär såsom ångest eller depression, som har sina rötter i patientens traumatiska upplevelser i barndomen eller senare i livet.